# Марк (станция)
Марк — железнодорожная станция Савёловского направления Московской железной дороги в Москве, станция линии МЦД-1 «Белорусско-Савёловский» Московских центральных диаметров. Входит в Московско-Смоленский центр организации работы железнодорожных станций ДЦС-3 Московской дирекции управления движением. По основному характеру работы является промежуточной, по объёму работы отнесена к третьему классу. Начальник станции — Сельвян Карен Владимирович.
Станция находится в месте пересечения МКАД и Савёловского направления, почти сразу к западу от развязки МКАД — Дмитровское шоссе, частично под мостом МКАД.

## История
Станция открыта в 1901 году вместе с главным ходом Савёловского направления, вначале как пассажирская платформа. Названа в честь немецкого промышленника, магната и мецената Гуго Марка, принимавшего участие в строительстве дороги, а семья которого недалеко от станции владела имением Архангельское.
Среди студентов МФТИ (находящегося в 2 км к северу от станции) популярна шуточная легенда о том, что станция была названа в честь заведующего кафедрой теоретической механики Марка Айзермана. Профессор регулярно засыпал в электричке и просыпался, уже проехав Новодачную. Поэтому он попросил машинистов объявлять нужную ему станцию. И в поездах стали объявлять: «Марк, следующая Новодачная».

## Движение поездов
Пассажирское сообщение осуществляется пригородными поездами. Поезда следуют в северном направлении до станций Савёлово, Дубна, в южном направлении до станций Белорусского направления Бородино, Звенигород, Усово.
Входит в состав Московских центральных диаметров, линия МЦД-1.

### Пути и платформы
На станции две пассажирские платформы бокового типа, соединённые между собой только настилом через пути и смещённые друг относительно друга. Обе платформы оборудованы типовыми навесами. Касса расположена на платформе «от Москвы».
Из имеющихся пяти путей пассажирскими электропоездами используются два основных. Третий до октября 2015 года использовали для стоянки обычных электричек при пропуске ими скоростных поездов, следующих в Москву из Лобни, Дмитрова и Дубны, а также «Аэроэкспрессов» из аэропорта «Шереметьево». Значительная часть электричек на станции не останавливались до ввода режима МЦД.
В 2011—2012 годах пути станции перестроены и удлинены в связи с запуском «Аэроэкспрессов» до аэропорта «Шереметьево». Входные и выходные стрелки со стороны Москвы перенесены ближе к платформе «Лианозово» и вынесены за пределы путепровода Дмитровского шоссе. Ведётся реконструкция контактной сети до стандартов КС160/КС200.
От станции на север отходит длинный подъездной путь на МКК. Около пяти километров он идёт параллельно главному ходу железной дороги с западной стороны, мимо платформ «Новодачная» и «Долгопрудная», и далее через городскую застройку Долгопрудного. В 2020 году путь к МКК был разобран дальше стрелки к Долгопрудненскому НПП, недалеко от платформы Новодачная. Остались также действующие пути к Лианозовскому механическому заводу ОАО «Алмаз-Антей», ДСК-7, бетонному заводу «Бетас», химическому заводу.
На станции базируется восстановительный поезд в отреставрированных помещениях. Поезд состоит из нескольких железнодорожных платформ, вагонов обслуживающего персонала и двух кранов.

### Расположение станции
К северу от станции пути Савёловского направления проходят под МКАД, к юго-востоку — под Дмитровским шоссе. Вдоль железной дороги параллельно путям станции и восточнее их проходит Новодачное шоссе. Северная часть станции за МКАД длиной около 600 м находится на территории Московской области.

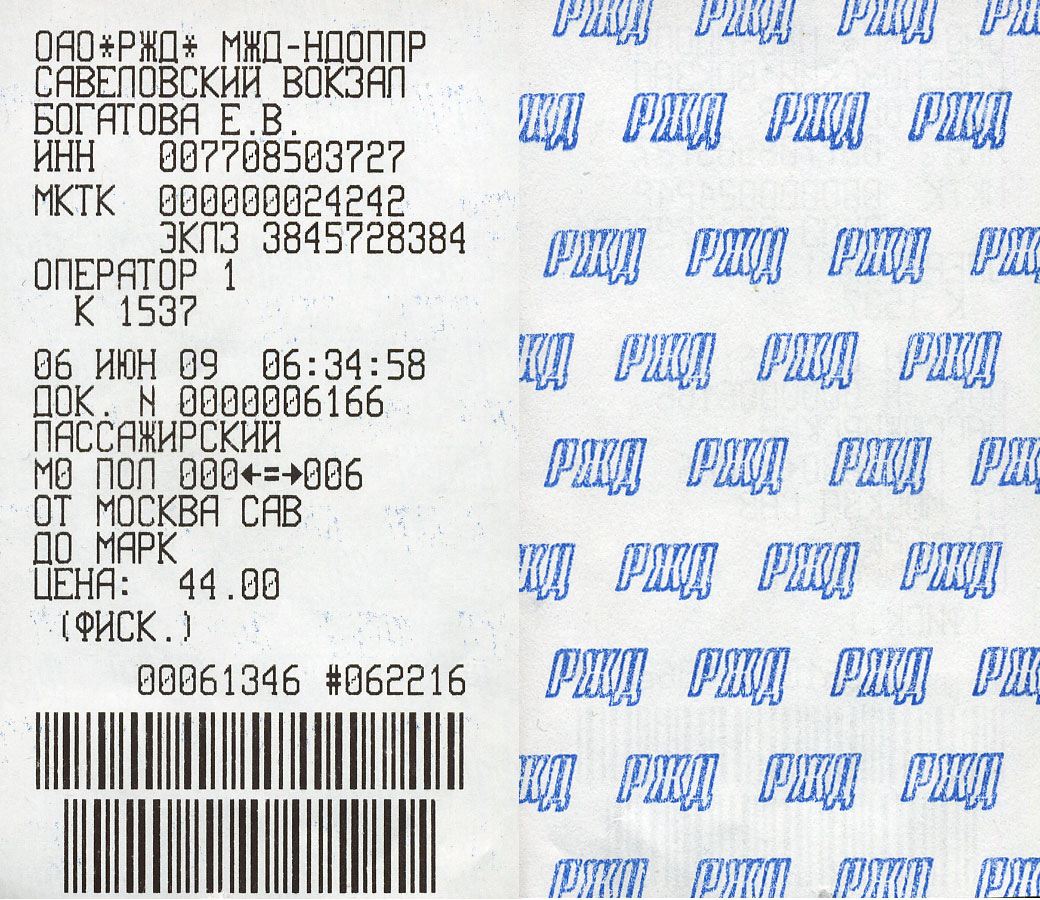
Билет на проезд в пригородном электропоезде до платформы Марк с Савёловского вокзала и обратно в 2009 году

В районе станции в начале 1990-х годов находился вещевой рынок, который в дальнейшем трансформировался в продуктовый. В настоящее время на его месте находится торговый центр «Рио»; также рядом действовал известный московский «блошиный рынок» («барахолка»), который затем перенесён к платформе «Лианозово», а в дальнейшем — к платформе «Новоподрезково» Ленинградского направления.
В рамках развития МЦД-1 планируется перенести существующую платформу на север к ТЦ «Рио» на Дмитровском шоссе.

## Наземный общественный транспорт
На этой станции можно пересесть на следующие маршруты городского пассажирского транспорта:
- Автобусы: м44, 136, 284, 352, 559, 563, 564, 571, 586, 763, 928, т78

## Перспективы
Планируется перенос пассажирской платформы станции в сторону торгового центра "Рио"